# Monika Lehenová
Monika Lehenová (* 23. April 2002) ist eine slowakische Leichtathletin, welche sich auf den Weitsprung spezialisiert.

## Karriere
Nachdem sie in der Hallensaison 2023 sowohl slowakische Meisterin im Weitsprung als auch im Dreisprung wurde, nominierte der Slovenský olympijský a športový výbor Monika Lehenová für die Europaspiele 2023 in Krakau. In Bezug auf die Leichtathletik wurden die Europaspiele für die Austragung der zweiten Division der Team-Europameisterschaft 2023 genutzt. Mit einer Weite von 6,10 Metern belegte sie im Weitsprung den achten Platz und sammelte damit 20 Punkten für das slowakische Team, welches den Wettbewerb mit insgesamt 302 Punkten auf dem achten Platz beendete. Kurze Zeit später nahm sie an der U23-Europameisterschaften 2023 im finnischen Espoo teil und schied dort in der Weitsprung-Qualifikation mit einer Weite von 5,64 Metern aus. Zudem nahm sie an den ins Jahr 2023 verschobenen Summer World University Games 2021 im chinesischen Chengdu teil und schied mit 5,99 Metern in der Weitsprung-Qualifikation aus.